# 堀本等
堀本 等（ほりもと ひとし、1961年1月27日 - ）は、日本の男性声優。大阪府出身。81プロデュース所属。かつてはドラマティック・カンパニーの一員であった。

## 略歴
1993年よりドラマティック・カンパニーに参加。

## 人物
テレビアニメ、外画吹き替えを中心に活躍している。
趣味はダラダラすること。
好きな食べ物は動物性タンパク質。

## 出演

### テレビアニメ
1989年
- ダッシュ!四駆郎（不良、斉藤、八巻、係員、吾作 他）

1990年
- 魔法のエンジェルスイートミント（通行人A）

1991年
- ドラゴンクエスト ダイの大冒険（第1作）（兵士）
- ちびまる子ちゃん（1991年 - 1992年、おじさん、客B）
- 炎の闘球児 ドッジ弾平

1992年
- サラダ十勇士トマトマン（カリフラワー）

1993年
- 疾風!アイアンリーガー（クリーツ）

1995年
- あずきちゃん（伊藤）

1996年
- 名探偵コナン（1996年 - 2017年、鑑識、秘書、松代為吉）

1997年
- キューティーハニーF（林原薫）

1998年
- 太陽の子エステバン（BS版）（若い神父）
- 虹の戦記イリス（ジャングロ）
- 爆走兄弟レッツ&ゴー!! MAX（役員）
- ヨシモトムチッ子物語（Mr.オクレミノムシ）

1999年
- クレヨンしんちゃん（営業マン）
- それいけ!アンパンマン（スパイクさん〈初代〉）

2000年
- キョロちゃん（2000年 - 2001年、タナカ）
- Bビーダマン爆外伝V（司会者ボン）

2001年
- 忍たま乱太郎（ペテンカルタ）
- はじめの一歩（小森、観客）
- 魔法戦士リウイ（エルフB）

2002年
- アソボット戦記五九（側近）
- デジモンフロンティア（デラモン）
- 陸上防衛隊まおちゃん（参謀）

2003年
- 犬夜叉（漁師夫）
- スーパートレインがんばりダッシュ（なんかいラピートさん）

2004年
- とっとこハム太郎 はむはむぱらだいちゅ!（営業マン）

2005年
- かみちゅ!（マンボウじいさん）

2006年
- 銀魂（2006年 - 2007年、越後屋、胴元）
- NARUTO -ナルト-（飛脚忍者184･96）

2007年
- 風の少女エミリー（ビリー）
- きらりん☆レボリューション（プロデューサー）
- D.Gray-man（マネージャー）

2008年
- ゴルゴ13（2008年 - 2009年、ボンバー）

2009年
- 源氏物語千年紀 Genji（貴族A、事故現場の男）
- はっけん たいけん だいすき! しまじろう
- フレッシュプリキュア!（ワッフル国王）

2013年
- たまごっち! ゆめキラドリーム（ドラキっち）

### OVA
1989年
- あの子に1000%（神田保）
- エンゼルコップ

1990年
- A.D.POLICE
- 戦国武将列伝 爆風童子ヒッサツマン
- BE-BOP-HIGHSCHOOL（天保工業不良C）
- 緑山高校 甲子園編（高村健一郎）

1991年
- DETONATORオーガン
- マネーウォーズ 狙われたウォーターフロント計画
- ロードス島戦記（兵士）

1992年
- 紅いハヤテ
- ハンサムな彼女（修司）

1993年
- 難波金融伝・ミナミの帝王（坂上竜一）
- ぼくの地球を守って（梶）

1994年
- 銀河英雄伝説

1995年
- KEY THE METAL IDOL（築山）

1996年
- LEVEL-C（社員）

### 劇場アニメ
- 3丁目のタマ おねがい!モモちゃんを捜して!!（1993年、ツバクロウ[2]）

### ゲーム
- SOL BIANCA（1990年、悪人B、怪しい男、W〈ワット〉）

### 吹き替え

#### 映画
- 奇蹟の降る空（サンダース）
- キャンプ・ロック2 ファイナル・ジャム
- 幸せのセラピー（ポール・ローズ）
- スペースキャンプ
- チャイニーズ・ゴースト・ストーリー2
- 沈黙の逆襲（マヌエロ）
- ホステル2（スチュアート）
- リンカーン/秘密の書[8]
- レット・イット・シャイン

#### テレビドラマ
- 怪奇ゾーンへようこそ
- 新スタートレック
- シャーペイのファビュラス・アドベンチャー
- 24 -TWENTY FOUR-シーズン4
- パワーレンジャー（ベイブ、テレビの声）

#### アニメ
- ガジェット警部
- きつねと猟犬2 トッドとコッパーの大冒険（ライル）
- ザ・シンプソンズ（社員）
- 邪悪なコンカルネ（スカール将軍）
- ビリー&マンディ（スカール将軍、ヤプヤプ、トードブラット〈初代〉、ジェフ〈初代〉 他）
- ベン10（ハウエル）

### 特撮
- 電磁戦隊メガレンジャー（1997年、アンコウネジレの声）
- 仮面ライダーアギト（2001年、ヘッジホッグロード / エリキウス・リクォールの声）
- 忍風戦隊ハリケンジャー（2002年、ダンシング忍者ヒゲナマ頭巾の声）

### CDドラマ
- Weiß kreuz Wish A Dream Collection III THE ORCHID under THE SUN 太陽の蘭（課長）

### ラジオドラマ
- ガイア・ギア（ミッシェル・エーケン[2]）

### テレビ番組
- 天才てれびくんMAX（おんつくんの声）
- ひとりでできるもん!（ジコチュー）
- わくわくサイエンス（堀本研究員）